# Delphi
Delphi (tiếng Hy Lạp: Δελφοί Delphoi) là một địa điểm khảo cổ và hiện cũng là một trị trấn thuộc vùng Phocis ở miền trung Hy Lạp. Vào thời cổ đại nó từng nơi thờ thần Apollo. Đây cũng là một đền thờ toàn Hy Lạp, tức đền thờ chung của các thành phố thuộc Hy Lạp cổ đại. Delphi được sùng kính khắp cõi Hy Lạp như là nơi đặt hòn đá ομφαλός (omphalos), tức trung tâm của vũ trụ.
Trên triền dốc Tây Nam của ngọn núi Parnassos, cách vịnh Corinth không đến 10 km, Delphi đã từng là trung tâm tôn giáo của Hy Lạp vào thế kỷ thứ VI TCN. Tại đây có một quảng trường tròn ngoạn mục bằng đá với những di tích của thánh đường lớn nhất để thờ phụng Thần Apollo và nói ra những lời sấm truyền của nữ tiên tri Pythia. Con đường thiêng liêng uốn khúc đến đền thờ có hai bên đường là những kho báu - những ngôi miếu nhỏ để các đô thành lừng lẫy lên đặt đồ tế lễ. Phía trên đền có một nhà hát, một sân vận động và một đấu trường ở gần suối Castalic, tất cả đều phục vụ cho các cuộc thi đấu Pythian toàn Hy Lạp. Phía bên kia suối là thánh đường Athéna Pronaia mà toà nhà nổi tiếng nhất là nhà tròn cẩm thạch Tholos xây dựng vào đầu thế kỷ thứ IV TCN.